# バリュー・ザ・ホテル
株式会社バリュー・ザ・ホテル（英: VALUE THE HOTEL CO.,LTD.）は、宮城県名取市に本社を置くホテル運営会社。ポラリス・ホールディングスの100%子会社であり、宮城県に4店、福島県に2店、計6軒で総客室保有数1,680室のホテルを運営している。

## 概要
基本的に1名利用のシングルルームを中心とした部屋構成となっている。客室内は通常のビジネスホテルと同様の機能及び設備を有してる。長期宿泊滞在者が快適に宿泊できるよう、コインランドリー施設の充実や、朝食に加えて夕食の2食提供を行っている。昨今は復興従事者にだけではなく、ビジネスでの利用客・バスツアーの団体客・国内観光客に加えて、海外の団体客の利用など通常のビジネスホテル同様の顧客セグメントに移行している。
2012年に開業した、1店舗目の「バリュー・ザ・ホテル仙台名取」は、高階澄人建築事務所の設計によるもので、中国製の40フィートコンテナをモジュールに採用し、着工からわずか4か月で完成した日本で初めてのコンテナホテルである。
2店舗目以降は、ダイワハウス工業が設計施工した軽量鉄骨タイプの躯体とした2階建てタイプのホテルとなる。
2018年バリュー・ザ・ホテル楢葉木戸駅前の107室全ての部屋に、ライズTOKYO株式会社が製造販売している
高反発マットレスである「ライズマット」を導入した。

## 運営ホテル
- バリュー・ザ・ホテル古川三本木（宮城県大崎市）495室
- バリュー・ザ・ホテル東松島矢本（宮城県東松島市）407室
- バリュー・ザ・ホテル仙台名取（宮城県名取市）314室
- バリュー・ザ・ホテル石巻（宮城県石巻市）82室
- バリュー・ザ・ホテル広野（福島県双葉郡広野町）275室
- バリュー・ザ・ホテル楢葉木戸駅前（福島県双葉郡楢葉町）107室